# Babyshambles
Babyshambles var ett brittiskt indierockband bestående av Mick Whitnall (gitarr), Pete Doherty (sång), Drew McConnel (basgitarr) och Adam Falkner (trummor). Andra medlemmar som funnits med i bandet är Patrick Walden, Scarborough Steve och Gemma Clarke.
Bandet bildades av Pete Doherty våren 2004, efter att han blivit utkastad från The Libertines på grund av sitt drogberoende. Doherty har ofta förnekat detta, och hävdat att han inte var den enda i bandet som använde sig av droger, samt hävdat att bandmedlemmen Carl Barat hade andra motiv till att kasta ut honom från bandet.
Bandets första singel, "Babyshambles", gavs ut i april 2004 på High Society Records i en begränsad upplaga på mindre än 1000 exemplar och en 7-tums LP släpptes.
Babyshambles har fått stor medial uppmärksamhet, främst på grund av Pete Dohertys drogberoende och hans förhållande med Kate Moss.
Sommaren 2006 gjorde de sin första Sverigespelning på Hultsfredsfestivalen. De gjorde sin andra spelning i Sverige på Hultsfredsfestivalen 2008. Redan ett år efter att Babyshambles stått på scenen i Hultsfred så var de tillbaka i Sverige, den här gången på Peace and Love festivalen i Borlänge. 2010 kom bandet till Arvikafestivalen.
Den andra juli 2013 meddelande bandet att ett tredje studioalbum skulle släppas. Den nya skivan släpptes under namnet Sequel To The Prequel hösten 2013.
Babyshambles splittrades 2014 när Dohertys tidigare band, The Libertines, återförenades.

## Medlemmar
Medlemmar
- Pete Doherty – sång, rytmgitarr, sitar (2003–2014)
- Mick Whitnall – sologitarr (2006–2014)
- Drew McConnell – basgitarr, bakgrundssång (2004–2014)
- Adam Falkner – trummor, percussion (2013–2014)

Tidigare medlemmar
- Patrick Walden – sologitarr (2004–2006)
- Gemma Clarke – trummor, percussion (2003–2005)
- Adam Ficek – drums and percussion (2005–2010)
- Danny Goffey – trummor, percussion (2010)
- Jamie Morrison – trummor, percussion (2012)

## Diskografi
Studioalbum
- 2005 – Down in Albion
- 2007 – Shotter's Nation
- 2013 – Sequel To The Prequel

Livealbum
- 2008 – Oh What a Lovely Tour

EPs
- 2005 – Fuck Forever
- 2005 – Albion
- 2006 – The Blinding EP

Singlar (topp 40 på UK Singles Chart)
- 2004 – "BabyShambles" (UK #32)
- 2004 – "Killamangiro" (UK #8)
- 2005 – "Fuck Forever" (UK #4)
- 2005 – "Albion" (UK #8)
- 2006 – "Janie Jones" (UK #17)
- 2007 – "Delivery" (UK #6)